# 君島一郎 (デザイナー)
君島 一郎（きみじま いちろう、1929年2月27日 - 1996年7月14日）は日本の服飾デザイナー。埼玉県本庄市出身。

## 概略

### 略歴
長野工業高等専門学校建築学科卒業。1956年、ファッション界に転向。1962年、妻の君島由希子と青山（南青山）にブティック第一号店をオープン。1964年、ホテルニュージャパンで初のコレクション開催。1976年、パリのプレタポルテコレクションに初参加。1979年、フランスにパリキミジマを開店。中国政府の招きにより上海でファッションショー開催。1991年、フランスのファッション雑誌『ロフィシェル』（L'Officiel）掲載。1993年1月8日、皇太子妃に内定した小和田雅子が皇室会議に提出するための写真を帝国ホテル内「佐藤写真」で撮影した際、着用したスーツは君島のオーダーメードであることが、君島本人から明かされた。

### スキャンダル
1995年12月5日、女優の吉川十和子（当時。現：君島十和子）が君島明と11月中旬に婚約したことを発表、その一見華やかな結婚がマスコミで話題になった（12月11日に婚姻し、翌1996年2月に結婚式を挙げた）。だがその発表を機にして、明が本妻・由希子の実子ではないことや、明にまつわる様々なスキャンダル、君島家の複雑な家族関係・人間関係、兄の立洋と明の異母兄弟間の対立等々が次々に発覚、連日マスコミで大きく扱われるようになり、それらの芳しからぬイメージがKIMIJIMAブランドに常につきまとうことになり、ブランドイメージは短期間で地に落ちることになった。君島のブティック各店は売上が激減、経営は一気に悪化した。

### ブティック閉店
1996年7月14日に急逝、67歳没。君島は莫大な借金を遺したとされ、君島が遺した法人およびブティックは、家族・親族間（特に立洋）との様々な争いの後（当時“骨肉の争い”とたびたび形容された）、明が相続することになった。しかし支払いが滞るトラブルをたびたび引き起こし、結局ブティックも2000年代に全て閉店となり現在では一店舗も残っていない。

### 家族
法律上の妻（本妻）は君島由希子で、その息子は長男・君島立洋。また、愛人の佐藤恭子が一郎の母親と養子縁組して君島恭子となり、その婚外子は次男・君島明となった。

## 関連書
- 君島立洋『わが父君島一郎』新講社1996年、ISBN 4915872130